# Shunsuke Michieda
Shunsuke Michieda (道枝駿佑 Michieda Shunsuke?,  Prefectura de Osaka, Japón, 25 de julio de 2002) es un cantante, bailarín, actor y tarento japonés. Es principalmente conocido por ser miembro del grupo masculino Naniwa Danshi.

## Biografía

### 2002-presente: Primeros años e inicios en su carrera
Michieda nació el 25 de julio de 2002 en la Prefectura de Osaka, Japón. Debido al interés de su madre por SMAP, un grupo japonés de pop, desde muy joven estuvo expuesto a la música del mismo y del grupo Hey! Say! JUMP. Esto lo llevó a desarrollar un fanatismo por la discográfica Johnny & Associates. Después de ver el drama Kindaichi Shōnen no Jikenbo (2014), se sintió inspirado por Ryōsuke Yamada de Hey! Say! JUMP y decidió enviar su currículum a Johnny's Entertainment. Tras enviar su currículum por cuarta vez, fue contactado y formó parte de una audición transmitida por Kansai Telecasting Corporation en el programa Maido! Johnny. El 23 de noviembre de 2014, se unió a Johnny's Entertainment. Tuvo su primera presentación en el Spring Break Kansai Johnny's Jr. Special Show que se llevó a cabo en el Teatro Matsuzaka de Osaka en marzo de 2015. A partir de entonces, actuó como bailarín de respaldo para grupos como Sexy Zone y A.B.C-Z.
En abril de 2017, interpretó el papel de Hiroshi Kashiwazaki en el drama Haha ni Naru, marcando así su debut como actor de televisión. En agosto del mismo año, hizo su debut cinematográfico en Kansai Johnny's Jr. no Owarai Star Tanjō!. En mayo de 2018, participó junto a Kento Nagao en Chibikko Owarai Shichihenka Shōnen KABUKI. Además, fue seleccionado como miembro de Naniwa Danshi, una unidad dentro de Kansai Johnny's Jr., formada ese mismo año.
En noviembre de 2019, ganó el primer lugar en la categoría «Next» del concurso de la revista de moda femenina ViVi, titulado «Ranking de belleza de clase nacional para la segunda mitad de 2019». El 29 de marzo de 2021, protagonizó el papel de Romeo en la obra teatral Romeo y Julieta, marcando su primera actuación en solitario como protagonista de una obra. El 12 de noviembre del mismo año, hizo su debut como integrante de Naniwa Danshi con el sencillo «Ubu LOVE».
En abril de 2022, protagonizó la quinta adaptación del drama Kindaichi Shōnen no Jikenbo, interpretando el papel de Hajime Kindaichi. El 14 de julio, volvió a ganar el primer lugar en el concurso de la revista ViVi. El 29 de julio, interpretó el papel de Tōma Kamaya en la película Konya, Sekai kara Kono Koi ga Kietemo, marcando su debut como protagonista en una película. Posteriormente, el 27 de diciembre, recibió el Premio Yūjirō Ishihara a la «Mejor actor revelación» en los Nikkan Sports Film Awards.

## Filmografía

### Películas
| Título                                    | Año  | Papel            | Nota(s)          |
| ----------------------------------------- | ---- | ---------------- | ---------------- |
| Kansai Johnny's Jr. no Owarai Star Tanjō! | 2017 | Yusuke Takahama  |                  |
| 461 no Obentou                            | 2020 | Kōki Suzumoto    | Papel principal  |
| 99.9 Keiji Senmon Bengoshi THE MOVIE      | 2021 | Mamoru Shigemori | Papel secundario |
| Konya, Sekai kara Kono Koi ga Kietemo     | 2022 | Tōma Kamaya      | Papel principal  |

### Dramas
| Título                          | Año  | Cadena            | Papel            | Nota(s)         |
| ------------------------------- | ---- | ----------------- | ---------------- | --------------- |
| Haha ni Naru                    | 2017 | Nippon Television | Kō Kashiwazaki   |                 |
| Boku-ra no Yūki Miman City 2017 | 2017 | Nippon Television | Takagi           |                 |
| Ore no Sukato, Doko Itta?       | 2019 | Nippon Television | Tōjō Masayoshi   |                 |
| Menzu-kō                        | 2020 | TV Tokyo          | Maki Chikara     | Papel principal |
| BG Shinpen Keigonin             | 2020 | TV Asahi          | Kojiro Nakajima  |                 |
| Kieta Hatsukoi                  | 2021 | TV Asahi          | Sota Aoki        | Papel principal |
| Kindaichi Shōnen no Jikenbo     | 2022 | Nippon Television | Hajime Kindaichi | Papel principal |

## Premios y nominaciones
| Premio                         | Año  | Categoría                      | Trabajo nominado                      | Resultado | Ref(s). |
| ------------------------------ | ---- | ------------------------------ | ------------------------------------- | --------- | ------- |
| 47th Hochi Film Awards         | 2022 | Best Actor                     | Konya, Sekai kara Kono Koi ga Kietemo | Nominado  |         |
| 47th Hochi Film Awards         | 2022 | Best New Artist                | Konya, Sekai kara Kono Koi ga Kietemo | Nominado  |         |
| 35th Nikkan Sports Film Awards | 2023 | Yūjirō Ishihara Newcomer Award | Konya, Sekai kara Kono Koi ga Kietemo | Ganador   |         |